# Mistrovství světa ve fotbale klubů 2014
Mistrovství světa ve fotbale klubů 2014 (oficiálně FIFA Club World Cup Morocco 2014 presented by TOYOTA) se hrálo v termínu od 10. do 20. prosince 2014 v Maroku. Šlo o 11. ročník MS klubů, ve kterém se střetává šest vítězů jednotlivých nejvyšších kontinentálních soutěží a vítěz ligy pořadatelské země.
Předchozí ročník 2013 vyhrál německý klub FC Bayern Mnichov. Tento ročník se stal vítězem španělský klub Real Madrid, pro něhož to byl premiérový titul v soutěži a celkově čtvrtý v kalendářním roce 2014. Němec Toni Kroos získal druhý titul v soutěži v řadě, před tímto triumfem se radoval i v roce 2013 s Bayernem Mnichov.

## Kvalifikované týmy
| Tým                                       | Konfederace | Způsob kvalifikace                  |
| ----------------------------------------- | ----------- | ----------------------------------- |
| Kvalifikováni do semifinále               |             |                                     |
| Real Madrid                               | UEFA        | Vítěz Ligy mistrů UEFA 2013/14      |
| CA San Lorenzo de Almagro                 | CONMEBOL    | Vítěz Copa Libertadores 2014        |
| Kvalifikováni do čtvrtfinále              |             |                                     |
| Cruz Azul                                 | CONCACAF    | Vítěz Ligy mistrů CONCACAF 2013/14  |
| Western Sydney Wanderers FC               | AFC         | Vítěz Ligy mistrů AFC 2014          |
| ES Sétif                                  | CAF         | Vítěz Ligy mistrů CAF 2014          |
| Kvalifikováni do play-off pro čtvrtfinále |             |                                     |
| Auckland City FC                          | OFC         | Vítěz Ligy mistrů OFC 2013/14       |
| Maghreb Tétouan                           | Hostitel    | Vítěz Botoly 2013/14 (marocká liga) |

Pozn.: Pokud by Ligu mistrů CAF 2014 vyhrál klub z Maroka, pak by byl býval na turnaj pozván nejvýše umístěný ne-marocký klub z Ligy mistrů CAF 2014 na místo vítěze marocké ligy 2014 (na turnaji by tak nebyly dva týmy z jedné země zóny CAF).

## Stadiony
Hrálo se na stadionech v Rabatu a Marrákeši.
| Rabat                          | Rabat Marrákéš | Marrákeš           |
| Prince Moulay Abdellah Stadium | Rabat Marrákéš | Stade de Marrakech |
| Kapacita: 52 000               | Rabat Marrákéš | Kapacita: 45 240   |
|                                | Rabat Marrákéš |                    |

## Rozhodčí
Zdroj:
| Konfederace | Rozhodčí                 | Asistenti rozhodčího                   |
| ----------- | ------------------------ | -------------------------------------- |
| AFC         | Benjamin Williams        | Matthew Cream Paul Cetrangolo          |
| CAF         | Noumandiez Doué          | Songuifolo Yéo Jean-Claude Birumushahu |
| CONCACAF    | Walter López Castellanos | Leonel Leal Gerson López               |
| CONMEBOL    | Enrique Osses†           | Carlos Astroza† Sergio Román†          |
| OFC         | Norbert Hauata           | Tevita Makasini Paul Ahupu             |
| UEFA        | Pedro Proença            | Bertino Miranda Tiago Trigo            |

† Nahradili kolumbijskou trojici Wilmar Roldán, Eduardo Díaz a Alexander Guzmán (ti neprokázali potřebnou fyzickou kondici).

## Zápasy
Všechny časy jsou místní – západoevropský čas (WET = UTC±0).

### Play-off pro čtvrtfinále
| 10. 12. 2014 19:30 |        |               | |
| Moghreb Tétouan    | 0 : 0  | Auckland City | Prince Moulay Abdellah Stadium, Rabat diváci: 35 247 rozhodčí: Walter López Castellanos (Guatemala) |
|                    | Report |               | Prince Moulay Abdellah Stadium, Rabat diváci: 35 247 rozhodčí: Walter López Castellanos (Guatemala) |

|                                  |       | Penaltový rozstřel            |  |
| Jahouh Krouch Fall Naïm Khallati | 3 : 4 | Payne Irving White Bilen Issa |  |

### Čtvrtfinále
Los pro určení čtvrtfinálových dvojic proběhl 11. října 2014 v 19:00 západoevropského letního času (WEST = UTC+1) v hotelu La Mamounia v Marrákeši.
| 13. 12. 2014 16:00 |        |               |                                                                                            |
| ES Sétif           | 0 : 1  | Auckland City | Prince Moulay Abdellah Stadium, Rabat diváci: 22 153 rozhodčí: Pedro Proença (Portugalsko) |
|                    | Report | Irving 52'    | Prince Moulay Abdellah Stadium, Rabat diváci: 22 153 rozhodčí: Pedro Proença (Portugalsko) |

| 13. 12. 2014 19:30                          |                |                          | |
| Cruz Azul                                   | 3 : 1 (prodl.) | Western Sydney Wanderers | Prince Moulay Abdellah Stadium, Rabat diváci: 22 153 rozhodčí: Noumandiez Doué (Pobřeží slonoviny) |
| Torrado 89' (pen.), 118' (pen.) Pavone 108' | Report         | La Rocca 65'             | Prince Moulay Abdellah Stadium, Rabat diváci: 22 153 rozhodčí: Noumandiez Doué (Pobřeží slonoviny) |

### Semifinále
První semifinále se mělo původně odehrát na stadionu Prince Moulay Abdellah Stadium v Rabatu, ale bylo přeloženo na Stade de Marrakech v Marrákeši kvůli nezpůsobilé hrací ploše.
| 16. 12. 2014 19:30 |        |                                         |                                                                             |
| Cruz Azul          | 0 : 4  | Real Madrid                             | Stade de Marrakech, Marrákeš diváci: 34 862 rozhodčí: Enrique Osses (Chile) |
|                    | Report | Ramos 15' Benzema 36' Bale 50' Isco 72' | Stade de Marrakech, Marrákeš diváci: 34 862 rozhodčí: Enrique Osses (Chile) |

| 17. 12. 2014 19:30         |                |               |                                                                                     |
| San Lorenzo                | 2 : 1 (prodl.) | Auckland City | Stade de Marrakech, Marrákeš diváci: 18 458 rozhodčí: Benjamin Williams (Austrálie) |
| Barrientos 45+2' Matos 93' | Report         | Berlanga 67'  | Stade de Marrakech, Marrákeš diváci: 18 458 rozhodčí: Benjamin Williams (Austrálie) |

### Zápas o 5. místo
| 17. 12. 2014 16:30         |        |                          |                                                                               |
| ES Sétif                   | 2 : 2  | Western Sydney Wanderers | Stade de Marrakech, Marrákeš diváci: 18 458 rozhodčí: Norbert Hauata (Tahiti) |
| Mullen 50' (vl.) Ziaya 57' | Report | Castelen 5' Saba 89'     | Stade de Marrakech, Marrákeš diváci: 18 458 rozhodčí: Norbert Hauata (Tahiti) |

|                                                                 |       | Penaltový rozstřel                                        |  |
| Djahnit Gasmi Belameiri Ziaya Mellouli Arroussi Megateli Zerara | 5 : 4 | Saba Haliti Trifiro Juric Bouzanis Mullen Fofanah Adeleke |  |

### Zápas o 3. místo
| 20. 12. 2014 16:30 |        |                |                                                                                   |
| Cruz Azul          | 1 : 1  | Auckland City  | Stade de Marrakech, Marrákeš diváci: 38 345 rozhodčí: Pedro Proença (Portugalsko) |
| Rojas 57'          | Report | De Vries 45+2' | Stade de Marrakech, Marrákeš diváci: 38 345 rozhodčí: Pedro Proença (Portugalsko) |

|                                   |       | Penaltový rozstřel                |  |
| Giménez Formica Rodríguez Valadéz | 2 : 4 | Payne Irving White Pritchett Issa |  |

### Finále
| 20. 12. 2014 19:30 |        |             |                                                                                |
| Real Madrid        | 2 : 0  | San Lorenzo | Stade de Marrakech, Marrákeš diváci: 38 345 rozhodčí: Walter López (Guatemala) |
| Ramos 37' Bale 51' | Report |             | Stade de Marrakech, Marrákeš diváci: 38 345 rozhodčí: Walter López (Guatemala) |

## Konečné pořadí
| Poř. | Klub                        | Konfederace | Z | V | R | P | VG | OG | +/- |
| ---- | --------------------------- | ----------- | - | - | - | - | -- | -- | --- |
| 1    | Real Madrid                 | UEFA        | 2 | 2 | 0 | 0 | 6  | 0  | +6  |
| 2    | San Lorenzo                 | CONMEBOL    | 2 | 1 | 0 | 1 | 2  | 3  | -1  |
| 3    | Auckland City FC            | OFC         | 4 | 1 | 2 | 1 | 3  | 3  | 0   |
| 4    | Cruz Azul                   | CONCACAF    | 3 | 1 | 1 | 1 | 4  | 6  | -2  |
| 5    | ES Sétif                    | CAF         | 2 | 0 | 1 | 1 | 2  | 3  | -1  |
| 6    | Western Sydney Wanderers FC | AFC         | 2 | 0 | 1 | 1 | 3  | 5  | -2  |
| 7    | Moghreb Tétouan             | CAF         | 1 | 0 | 1 | 0 | 0  | 0  | 0   |

## Ocenění
| adidas Golden Ball         | adidas Silver Ball              | adidas Bronze Ball            |
| -------------------------- | ------------------------------- | ----------------------------- |
| Sergio Ramos (Real Madrid) | Cristiano Ronaldo (Real Madrid) | Ivan Vicelich (Auckland City) |
| Cena FIFA Fair Play        |                                 |                               |
| Real Madrid                |                                 |                               |

## Vítěz
| Mistrovství světa ve fotbale klubů 2014 Real Madrid 1. titul Iker Casillas , Raphaël Varane, Pepe, Sergio Ramos, Fábio Coentrão, Sami Khedira, Cristiano Ronaldo, Toni Kroos, Karim Benzema, James Rodríguez, Gareth Bale, Marcelo, Keylor Navas, Javier Hernández, Dani Carvajal, Álvaro Arbeloa, Nacho, Jesé Rodríguez, Isco, Asier Illarramendi, Fernando Pacheco, Álvaro Medrán Trenér: Carlo Ancelotti |